# Trojan (AVRE)
Der Trojan (Armoured Vehicle Royal Engineers – AVRE) ist ein Minenräumpanzer der British Army. Seine hauptsächliche Aufgabe besteht im Räumen bzw. Durchbrechen von Minenfeldern. Das Fahrzeug ist jedoch auch für andere Pionieraufgaben einsetzbar. Im Einsatz steht es bei den Royal Engineers.

## Beschreibung
Der Trojan benutzt Wanne und Antrieb des Challenger 2. Anstelle des Turms trägt er einen hydraulischen Baggerarm für Erdbewegungen, mit dem auch das Faschinenbündel, das auf der Motorabdeckplatte mitgeführt wird, eingesetzt werden kann. Im Einsatzgebiet kann der Seitenschutz durch gepanzerte Kettenschürzen verstärkt werden. Die Fahrzeugbreite erhöht sich dadurch um 70 Zentimeter.
An der Front befindet sich ein Minenpflug, mit dem Landminen entweder zur Explosion gebracht oder zur Seite geworfen werden, wodurch eine sichere Gasse für nachfolgende Fahrzeuge geschaffen wird.
Als zweite Option kann der Panzer einen Anhänger nachführen, bestückt mit dem Python Minefield Breaching System, einem raketengetriebenen Sprengschlauch.
Der sprengstoffgefüllte Schlauch wird über das Minenfeld geschleudert und explodiert bei Berührung der Bodenoberfläche. Dadurch wird eine sieben Meter breite und 230 Meter lange Minengasse geschaffen.
Zur Eigenverteidigung ist der Panzer mit einem fernbedienbaren Maschinengewehr im Kaliber 7,62 × 51 mm NATO ausgestattet.
Gebaut wurde das Fahrzeug bei BAE Systems in Newcastle upon Tyne. Der Vertrag wurde 2001 noch mit Vickers Defence Systems geschlossen, diese Firma wurde jedoch 2004 an BAE Systems verkauft.
Insgesamt wurden 33 Fahrzeuge hergestellt.
Zu seinem ersten Ausbildungseinsatz kam das Fahrzeug im Jahre 2007 beim 1. Mechanisierten Bataillon des „Duke of Lancaster’s Regiment“.
Eine Anzahl der Fahrzeuge ist ständig auf der „British Army Training Unit Suffield“ in Kanada zu Ausbildungszwecken stationiert.
Im Jahre 2009 wurden die ersten Panzer nach Afghanistan verlegt, wo sie 2010 erstmals zum Einsatz kamen. Während der „Operation Moshtarak“ verwendete das 28th Engineer Regiment erstmals den Trojan im Rahmen einer britischen Offensive.

## Weitere Daten
- Hersteller: BAE Systems
- Herstellungsbeginn: 2004
- Gefertigte Stückzahl: 33[3]
- Getriebe: David Brown TN54 epicyclic transmission (6 Vorwärts-, 2 Rückwärtsgänge)
- Panzerung: Chobham-Panzerung/Dorchester-Level 2